# AIDS (revista)
AIDS es una revista científica revisada por pares publicada por Lippincott Williams & Wilkins ( Londres , Reino Unido ). Se estableció en 1987 y es una publicación oficial de la Sociedad Internacional del SIDA. Cubre todos los aspectos del VIH y el SIDA , incluida la ciencia básica, los ensayos clínicos , la epidemiología y las ciencias sociales . El editor en jefe es Jay A. Levy . Anualmente se publican quince  números.

## Resumen e indexación
La revista está resumida e indexada en Chemical Abstracts Service, EMBASE , Index Medicus , Medline y Science Citation Index . La revista tuvo un factor de impacto de 4.177 en 2020, ubicándola en el puesto 14 de 36 revistas en la categoría "Virología", en el puesto 32 de 92 revistas en la categoría "Enfermedades infecciosas" y en el puesto 84 de 162 en la categoría " Inmunología ".

## Métricas de revista
2022
- Web of Science Group : 4.177
- Índice h de Google Scholar: 222
- Scopus: 2.922